# Бараш, Дмитрий Феликсович
Дмитрий Феликсович Бараш (род. 21 апреля 1959, Ленинград) — американский, ранее советский, шахматист, мастер спорта СССР (1986), гроссмейстер ИКЧФ (1993). Математик-программист.
Участник двух личных чемпионатов СССР по переписке:
- 16-й чемпионат (1983—1986) — 1-е место;
- 17-й чемпионат (1986—1988) — 3-е место.

С 1990 года живёт в США. Чемпион штата Мэриленд 2000 года. Участник чемпионата Санкт-Петербурга 1992 года (14-е место, 46 участников).
По состоянию на 31.12.2016 работал детским шахматным тренером.